# Валік
Валік (нід. Walik) — селище в нідерландській провінції Північний Брабант. Входить до муніципалітету Бергейк.
Його площа становить 0,49 км², а населення станом на 2021 рік складало 405 осіб.